# パーク アンド ラブホテル
『パーク アンド ラブホテル』は、2007年の日本映画。第17回PFFスカラシップ作品。2007年釜山国際映画祭ニューカレンツ部門正式出品作品。
第58回ベルリン国際映画祭コンペティション部門外のフォーラム部門に出品され、最優秀新人作品賞を受賞した。日本作品が同映画祭で主要部門で受賞するのは、『千と千尋の神隠し』の金熊賞受賞以来のことである。

## キャスト
- 艶子：りりィ

ラブホテル「流水」のオーナー
- 美香：梶原ひかり

髪を銀色に染めた家出中学生
- 月：ちはる

「流水」の前の道を毎朝ウォーキングする主婦
- マリカ：神農幸

「流水」の常連客
- 沢村樹：津田寛治

月の夫
- 吉岡経：光石研

美香の父親
- 尾上達也：石黒圭一郎

マリカの後輩
- 吉岡陽子：松本朋子

吉岡経の妻
- 吉岡海：佐藤隆平

陽子の連れ子
- 吉岡陸：今村空

陽子の連れ子
- 玉城修三：戸田昭吾

艶子の夫
- 「流水」の屋上に遊びに来る小学生
  - 手塚俊太：越智星斗
  - 山田力：玉野力
  - 川野辺康平：吉野憲輝
  - 松尾勉：高木優希
  - 北島梓：藤田理恵子
  - 鈴木栄子：蛯原れみな
  - 山本一郎：下山葵
  - 菊池隆：藤原健太
  - 斉藤学：新田優一
  - 田川緑：荒川ちか
  - 松嶋舞：宮治舞

## スタッフ
- 監督・脚本 - 熊坂出
- 製作 - 矢内廣、加藤嘉一、武内英人、高野力、林瑞峰、千葉龍平
- プロデューサー - 天野真弓
- 脚本協力 - 渡邊純也
- 撮影 - 袴田竜太郎
- 照明 - 舘野秀樹
- 録音 - 加藤大和
- 美術 - 松塚隆史
- 編集 - 普嶋信一
- 音楽 - 日比谷カタン
- 監督助手 - 松尾崇
- 配給・宣伝 - マジックアワー
- PFFパートナーズ - ぴあ、TBS、TOKYO FM、IMAGICA、ヒューマックスシネマ、エイベックス・エンタテインメント